# Арцименя, Дмитрий Константинович
Дми́трий Константи́нович Арциме́ня (бел. Дзмітрый Канстанцінавіч Арцыменя; 28 сентября 1932, с. Стайки, Барановичский повет, Новогрудское воеводство, Польша — 20 сентября 1993, Гродно, Беларусь) — советский белорусский партийный и государственный деятель, председатель Гродненского облисполкома (1983—1993).

## Биография
Родился в крестьянской семье.

### Образование
В 1953 г. окончил Пинский гидротехникум, в 1964 г. — Минскую высшую партийную школу. Выпускник Ленинградского сельскохозяйственного института.

### Карьера
Трудовую деятельность начал в должности старшего раймелиоратора, затем на комсомольской и партийной работе.
В 1964 г. переехал в Свислочь, избирался председателем Свислочского райисполкома, с 1967 по 1976 г. — первым секретарем Островецкого райкома партии
- 1977—1981 гг. — заместитель председателя Гродненского облисполкома
- 1981—1983 гг. — секретарь Гродненского обкома КПСС
- с 1983 г. — председатель Гродненского облисполкома.
- депутат Верховного Совета Беларуси 12 созыва от Островецкого избирательного округа № 264[3]. Рассматривался партийной номенклатурой, как один из кандидатов на пост председателя вместо Станислава Шушкевича.

### Убийство
20 сентября 1993 года в 21 час 40 минут был убит на пороге собственного дома № 12 на улице Островского в Гродно.
Оперативно-следственную группу возглавляли начальник УВД Гродненского облисполкома генерал-майор милиции Федор Гудей и начальник Управление КГБ по Гродненской области Леонид Терещенко. Власти не хотели искать внутреннего врага: оппозицию власти в лице местных сторонников БНФ.
Похоронен на кладбище «Секрет» в Гродно.
Убийство является одним из самых резонансных и загадочных в истории Беларуси и стало первым убийством государственного деятеля столь высокого ранга. По состоянию на сегодняшний день убийство остаётся нераскрытым, ни исполнитель, ни заказчик так и не были найдены. По одной из версий убийство совершил житель ближнего зарубежья после конфискации эшелона с жёлтым фосфором стоимостью около $1 млн на белорусско-польской границе, по другой версии — убийца жил в Гродненской области.